# 구미중학교 (경북)
구미중학교(龜尾中學校)는 대한민국 경상북도 구미시 도량동에 있는 공립 중학교이다.

## 학교 연혁
- 1945년 5월 6일 : 구미중학원 설립, 기성회 조직
- 1947년 4월 10일 : 구미중학원 학생 입학식 거행
- 1948년 6월 5일 : 구미농예중학교 개교
- 1949년 7월 20일 : 구미농예중학교 제1회 졸업식(75명)
- 1951년 9월 1일 : 학제 변경에 따라 구미중학교로 교명 변경
- 1962년 2월 28일 : 공립중학교로 전환
- 1964년 1월 11일 : 구미중, 구미여중 분리 학칙변경
- 1974년 12월 31일 : 본관 교실 19실 신축
- 1975년 2월 22일 : 현위치로 분리 이전
- 2003년 2월 25일 : 후관 교실 13실 증축
- 2007년 6월 21일 : 실내야구연습장 개축
- 2007년 7월 12일 : 다목적 강당 증축 완공
- 2011년 9월 1일 : 학교운동부 생활관 준공
- 2013년 5월 31일 : 급식소 준공
- 2013년 12월 24일 : 풋살 경기장 준공
- 2023년 9월 1일 : 제31대 민경두 교장 취임
- 2024년 1월 5일 : 제76회 졸업식(157명) 총 졸업생 25,074명
- 2024년 3월 4일 : 제79회 입학식(158명)

## 참고 자료
- 구미중학교 - 한국교육학술정보원 학교알리미